# Bidarray
Bidarray – miejscowość i gmina we Francji, w regionie Nowa Akwitania, w departamencie Pireneje Atlantyckie.
Według danych na rok 1990 gminę zamieszkiwało 585 osób, a gęstość zaludnienia wynosiła 15 osób/km² (wśród 2290 gmin Akwitanii Bidarray plasuje się na 655. miejscu pod względem liczby ludności, natomiast pod względem powierzchni na miejscu 183.).

## Transport
W miejscowości znajduje się stacja kolejowa Gare de Bidarray-Pont-Noblia przewoźnika SNCF.